# Iuri Bóndarev
Iuri Bóndarev (rus: Юрий Васильевич Бондарев)  (Orsk, 15 de març de 1924 - Moscou, 29 de març de 2020) fou un escriptor i polític rus.

## Biografia
Bóndarev va lluitar en la Gran Guerra Pàtria (a partir d'agost de 1942), amb el grau de tinent, fet que es troba reflectit en novel·les seves com ara La neu ardent, que narra la batalla de Stalingrad.
Representant de la suposada "prosa lírica del front" o "prosa dels soldats", planteja la qüestió del preu d'una sola vida humana durant la guerra entre els munts de víctimes i pèrdues. Es dirigeix als valors humans i estudia els secrets del decaïment moral d'un home per les condicions inhumanes de la guerra.
Es va graduar el 1951 a l'Institut de Literatura Maksim Gorki. La seva primera col·lecció de narracions duu com a títol En un gran riu (rus: На большой реке, 1953). La seva novel·la Les últimes salves (rus: Последние залпы, 1959) va ser adaptada al cinema el 1961. La seva literatura de caràcter antiestalinista tracta generalment temes ètics i d'elecció personal.
Els seus llibres han estat traduïts a l'anglès.
Quant a la seva vida política, durant els anys noranta va participar en l'oposició nacional-comunista, com a líder de l'FSN. Va ser membre del comitè central de línia dura del Partit Comunista de la RSFSR durant els últims dies de l'era Gorbatxov; al juliol de 1991 va signar la publicació anti perestroika Una paraula per al poble, rus: Слово к народу Slovo k narodni.
És un Heroi del Treball Socialista. Fou condecorat dues vegades guardonat amb la Medalla al Valor i dues vegades amb l'Orde de Lenin, Orde de la Revolució d'Octubre, Orde de la Bandera Roja del Treball.

## Obres selectes
- «Родственники» Rodstvenniki (1969) - "Parents"
- «Горячий снег» (1969) Goriatxii sneg - "La neu ardent"
- «Тишина» Tixina (1962) - "Silenci"
- «Двое» (1964) Dvoie - "Dos"
- «Берег» Béreg (1975) - "La riba" (Premi Estatal de l'URSS)
- "Выбор" (1980) Víbor - "La tria" (Premi Estatal de l'URSS)
- "Игра" Igra (1985) - "Joc"
- "Искушение" Iskuixenie (1991) - "Temptació"
- "Непротивление" Neprotivlenie (1996) - "No resistència"
- "Бермудский треугольник" Bermudskii treugolnik (1999) - "El Triangle de les Bermudes"
- "Без милосердия" Bez milosserdiia(2004) - "Sense misericòrdia"